# Gemeindeordnung für das Land Nordrhein-Westfalen
Die Gemeindeordnung für das Land Nordrhein-Westfalen (GO NRW, bis 2007 GO NW) organisiert die Zuständigkeiten, Befugnisse und Recht der Gemeinden sowie ihrer Organe. Sie bildet gemeinsam mit der Kreisordnung und dem Gesetz über kommunale Gemeinschaftsarbeit die Kommunalverfassung des Landes Nordrhein-Westfalen.

## Stellung der Kommunen
Artikel 28 GG garantiert das Recht der Gemeinden „alle Angelegenheiten der örtlichen Gemeinschaft im Rahmen der Gesetze in eigener Verantwortung zu regeln“. Diesem Bundes-Verfassungsauftrag kommt NRW durch den Erlass der Gemeindeordnung als Landesgesetz nach. Jedoch bereits in Artikel 1 Absatz 1 Satz 2 der Verfassung für das Land Nordrhein-Westfalen wird klargestellt: „Das Land [Nordrhein-Westfalen] gliedert sich in Gemeinden und Gemeindeverbände.“
Auch werden bereits in der Landesverfassung (LVerf) den Kommunen zentrale Aufgaben und Rechte zugewiesen um Gemeinden und Gemeindeverbände als Grundeinheiten der gebietlichen Gliederung des Landes institutionell zu garantieren:
- So liegt die Verwaltung des Landes in den Händen der Gemeinden und Gemeindeverbände, neben der der Landesregierung. (Artikel 3 Absatz 2 LVerf)
- Die Gemeinden und Gemeindeverbände sind in ihrem Gebiet die alleinigen Träger der öffentlichen Verwaltung, soweit die Gesetze nichts anderes vorschreiben.(Artikel 78 Absatz 2 LVerf)
- Das Recht der Erschließung eigener Steuerquellen liegt ebenfalls bei den Gemeinden. (Artikel 79 LVerf)

Aufgrund dieser zentralen Stellung der Gemeinden und Gemeindeverbände referenziert § 1 der GO NRW zurück: „Die Gemeinden sind die Grundlage des demokratischen Staatsaufbaues.“

## Geschichte

### Vorgängerregelung
Das Land Nordrhein-Westfalen wurde 1946 von der britischen Besatzungsmacht aus der preußischen Provinz Westfalen und dem Nordteil der ebenfalls preußischen Rheinprovinz (Nordrhein) errichtet und 1947 um das Land Lippe erweitert. Entsprechend ist die Organisation der Gemeinden von NRW preußisch geprägt.
Nach der Kapitulation am 8. Mai 1945 blieb zunächst die Deutsche Gemeindeordnung in Kraft. Das Außerkrafttreten war im Kontrollratsgesetz Nr. 1 nicht vorgesehen um einen gänzlich regellosen Zustand im Interesse einer funktionierenden Kommunalverwaltung zu vermeiden. Mit Wirkung zum 1. April 1946 änderte die britische Militärregierung die Deutsche Gemeindeordnung (revidierte Deutsche Gemeindeordnung, rDGO) ab, um „das Führerprinzip in allen Sphären der öffentlichen Verwaltung auszumerzen“. Dazu wurden die Befugnisse, welche in der Deutschen Gemeindeordnung bislang in einer Einzelperson vereinigt waren, auf Personengruppen übertragen, die unterschiedliche Interessen haben. Hierzu wurde die bisherige alleinige „Führung der Verwaltung in voller und ausschließlicher Verantwortung“ durch den Bürgermeister (§ 32 Absatz 1 DGO) ersetzt durch die Kollegialverwaltung durch den Rat der Gemeinde, mit einem vorsitzenden Bürgermeister als Primus inter pares (§ 32 Absatz 1 rDGO). Die Befugnisse des Bürgermeisters wurden beschränkt auf den Vorsitz des Gemeinderates mit dem Recht den Rat außerordentlich einzuberufen, die ausschlaggebende Stimme bei Stimmengleichheit abzugeben und die vorläufige Entscheidungsbefugnis in dringenden Fällen mit nur einem weiteren Ratsmitglied und alleine in angelegenheiten äußerster Dringlichkeit (§§ 6 Absatz 2, 51 Absatz 2 und 54 rDGO).
Mit Wirkung zum 1. Januar 1947 wurde dem am 23. August 1946 errichteten Nordrhein-Westfalen wieder die ausschließliche Gesetzgebungsbefugnis auf dem Gebiet des Gemeinderechts übertragen.
Durch Gesetz vom 3. November 1948 übertrug der Landtag die Aufsicht über die Gemeinden von der Militärregierung auf zivile Aufsichtsorgane des Landes, das Gesetz wurde am 28. Januar 1949 von der Militärregierung genehmigt und am 12. Februar 1949 im Gesetz- und Verordnungsblatt veröffentlicht.

### Inkrafttreten der Gemeindeordnung 1952
Der Landtag beschloss am 21. Oktober 1952 die Gemeindeordnung für das Land Nordrhein-Westfalen. § 116 a) bestimmt, dass „die Revidierte Deutsche Gemeindeordnung in der Fassung der Anlage zu der Verordnung Nr. 21 der britischen Militärregierung vom 1. April 1946 (Mil.-Reg.ABl. Nr. 7, S. 127) und der dazu ergangenen Änderungs- und Ergänzungsgesetze“ außer Kraft tritt. § 118 bestimmt, dass das Gesetz am 15. Oktober 1952 in Kraft tritt.
Der Landtag beschloss ebenfalls am 21. Oktober 1952 das Gesetz zur Änderung und Ergänzung der Gemeindeordnung für das Land Nordrhein-Westfalen. Als neues Datum für das Inkrafttreten der Gemeindeordnung für das Land Nordrhein-Westfalen wurde der 10. November 1952 bestimmt. Das Gesetz zur Änderung und Ergänzung der Gemeindeordnung für das Land Nordrhein-Westfalen erhielt die Bestimmung, dass es am Tage der Veröffentlichung in Kraft tritt, und ermächtigte die Landesregierung die Gemeindeordnung für das Land Nordrhein-Westfalen in der durch die Änderungen und Ergänzungen des Gesetzes bedingten Fassung und in neuer Paragraphenfolge zu veröffentlichen.
Beide Gesetze wurden im Gesetz- und Verordnungsblatt, 6. Jahrgang, Nummer 56, am 4. November 1952 veröffentlicht. In der Gesetzessammlung wurde dann die Gemeindeordnung für das Land Nordrhein-Westfalen vom 28. Oktober 1952 veröffentlicht (GS. NW, S. 167), welches in den nachfolgenden Jahrzehnten geändert und zuletzt 1994 neu gefasst wurde.
Die am 17. Mai 1994 neu gefasste Gemeindeordnung brachte eine einschneidende Änderung, denn damit wurde die seit 1946 von der Besatzungsmacht festgelegte Norddeutsche Ratsverfassung in die Süddeutsche Ratsverfassung geändert. Damit ist gesagt, dass es keine Stadt- oder Gemeindedirektoren mehr gibt und die Verwaltung von einem gewählten hauptamtlichen Bürgermeister geleitet wird, der zugleich Vorsitzender des Rates ist.
Sie wurde zuletzt geändert durch Artikel 5 des Gesetzes vom 11. April 2019 (GV. NRW, S. 202).

## Belege
1. ↑  Ministerium für Heimat, Kommunales, Bau und Gleichstellung des Landes Nordrhein-Westfalen: Wer macht was? In: mhkbg.nrw. 2020, archiviert vom Original (nicht mehr online verfügbar) am 11. Juni 2020; abgerufen am 11. Juni 2020.  Info: Der Archivlink wurde automatisch eingesetzt und noch nicht geprüft. Bitte prüfe Original- und Archivlink gemäß Anleitung und entferne dann diesen Hinweis.
2. ↑  VGH NRW Urteil vom 26. Juni 2001, Az. VerfGH 28/00, VerfGH 30/00, S. 16.
3. ↑  Verordnung Nr. 77, Land Lippe. (PDF) In: lwl.org. 21. Januar 1947, abgerufen am 7. Oktober 2016.
4. ↑  Verordnung Nr. 21 der Militärregierung im Britischen Kontrollgebiet: Abänderung der Deutschen Gemeindeordnung vom 1. April 1946. (Mil.-Reg.ABl. Nr. 7, S. 127). In: Westfälische Geschichte. Landschaftsverband Westfalen-Lippe, 12. Mai 2004, abgerufen am 17. Dezember 2020.
5. ↑  Vorspruch der Revidierten Deutschen Gemeindeordnung
6. ↑  Entwurf eines Gesetzes zur Abänderung der revidierten Deutschen Gemeindeordnung vom 1. 4. 1946. (Lt-Drs. Nr. II/601). In: landtag.nrw.de. Landtag Nordrhein-Westfalen, abgerufen am 17. Dezember 2020.
7. ↑  Plenarprotokoll 1/65. In: landtag.nrw.de. Landtag Nordrhein-Westfalen, 3. November 1948, abgerufen am 15. Dezember 2020.
8. ↑  GV. NW. 1949 S. 3
9. ↑  2. NKF-Weiterentwicklungsgesetz (GV. NRW. 2018, S. 759)